# برحرح
برحرح: أحد مراكز إمارة منطقة الباحة، تقع في شمال الباحة على مسافة 80 كيلاً. ويقطنها 3681 نسمة.